# Großes Woazköpfl
Großes Woazköpfl är en bergstopp i Österrike.   Den ligger i distriktet Zell am See och förbundslandet Salzburg, i den centrala delen av landet, 290 km väster om huvudstaden Wien. Toppen på Großes Woazköpfl är 2 391 meter över havet, eller 30 meter över den omgivande terrängen. Bredden vid basen är 0,11 km.
Terrängen runt Großes Woazköpfl är bergig. Runt Großes Woazköpfl är det ganska glesbefolkat, med 29 invånare per kvadratkilometer.. Närmaste större samhälle är Großkirchheim, 14,9 km söder om Großes Woazköpfl. 
Trakten runt Großes Woazköpfl består i huvudsak av gräsmarker.